# Body To Body
Body To Body (Cuerpo a cuerpo) es el duodécimo disco de la carrera de Blue System. Es editado en 1995 bajo el sello BMG Ariola y producido por Dieter Bohlen. El álbum contiene 11 nuevos temas.

## Créditos
- Música: Dieter Bohlen
- Letra: Dieter Bohlen
- Arreglos: Dieter Bohlen, excepto temas 3, 4, 6 y 10 arreglados por Werner Becker
- Producción: Dieter Bohlen
- Grabación: en Jeopark por Jeo y Vox Klang Studio
- Distribución: BMG
- Diseño: Ariola/Achim Natzeck
- Fotografía: Kramer & Giogoli

## Lista de canciones
| #   | Título                                         | Tiempo |
| --- | ---------------------------------------------- | ------ |
| 1.  | "Body To Body" (Dieter Bohlen)                 | 3:27   |
| 2.  | "Only With You" (Dieter Bohlen)                | 3:25   |
| 3.  | "For The Children" (Dieter Bohlen)             | 3:58   |
| 4.  | "It's For You" (Dieter Bohlen)                 | 3:22   |
| 5.  | "Dam, Dam" (Dieter Bohlen)                     | 4:13   |
| 6.  | "Can This Be Love" (Dieter Bohlen)             | 4:13   |
| 7.  | "On And On" (Dieter Bohlen)                    | 3:22   |
| 8.  | "Freedom" (Dieter Bohlen)                      | 3:28   |
| 9.  | "Deeper Deeper" (Dieter Bohlen)                | 3:22   |
| 10. | "Oh, I Miss You So" (Dieter Bohlen)            | 3:35   |
| 11. | "Thank God, It's Friday Night" (Dieter Bohlen) | 3:17   |

## Posicionamiento
| Listas (1996)         | Máxima Posición |
| --------------------- | --------------- |
| Alemania albums chart | 28              |
| Hungría albums chart  | 40              |

- Datos: Q2908453